# Diocese de Artsaque
A Diocese de Artsaque (em armênio/arménio:  Արցախի թեմ, transl. Artsakhi t'em) é uma das maiores dioceses da Igreja Apostólica Armênia em Carabaque. Recebeu o nome da província histórica de Artsaque; a 10ª ascar do Reino da Armênia. A sede diocesana está na cidade de Shusha. A sé do bispo é a Catedral de Ghazanchetsots. Em 21 de janeiro de 2022, Vertanes Abrahamyan foi nomeado primaz da Diocese.

## História
A diocese foi fundada em 1989. Desde a sua criação, o arcebispo Pargev Martirosyan serviu como seu primaz.
Todas as igrejas em Nagorno-Carabaque foram fechadas na década de 1930 pelo governo soviético. O regime totalitário foi relativamente relaxado por Mikhail Gorbachev. Um movimento de massa pela unificação de Nagorno-Carabaque com a Armênia começou em fevereiro de 1988. Com a identidade nacional armênia em ascensão na União Soviética, a diocese de Artsaque foi estabelecida em 1989. O mosteiro de Ganzasar do século XIII foi o primeiro a ser reaberto. Ele continua sendo o centro histórico da diocese de Artsaque, enquanto a Catedral de Ghazanchetsots é o centro administrativo da diocese.
A construção da Catedral da Santa Mãe de Deus em Estepanaquerte foi lançada em 19 de julho de 2006. O custo do projeto é de cerca de US$ 2 milhões, e o arquiteto da igreja é Gagik Yeranosyan. No entanto, o processo de construção foi lento devido à falta de recursos financeiros. Após sua consagração, ela se tornará a sede da diocese de Artsaque.
Após a Primeira Guerra do Nagorno-Carabaque, renovando o conflito em 2016, e mais tarde em 2020, pela Segunda Guerra do Nagorno-Carabaque, em 2022, e mais tarde em 2023 pela ofensiva do Azerbaijão em Nagorno-Carabaque, os incidentes levaram a vários incidentes de ódio e uso da força e limpeza étnica contra armênios e danos, reescrevendo a história e destruição ou conversão do patrimônio cultural armênio pelas forças militares armênias. As igrejas da diocese de Artsaque foram frequentemente ocupadas, danificadas ou destruídas, ou convertidas em igrejas "albanesas do Cáucaso". Após a guerra em 2020, havia cerca de 400 locais sagrados na área e alguns deles foram profanados ou destruídos quando o Azerbaijão obteve o território. A Comissão Europeia criticou a política do Azerbaijão de apagar e negar o patrimônio cultural armênio e adotou a resolução 2022/2582 (RSP). O conflito de 2023 levou ao êxodo em massa de armênios da área.